# Katutura
Katutura è un centro abitato della Namibia, situato nella Regione di Khomas.